# Norte
Norte – wiatr lokalny, wiejący z północy, znad Niziny Amazonki na obszarze Gran Chaco. Jest wiatrem ciepłym i wilgotnym.